# Canadá nos Jogos Olímpicos de Verão de 1936
O Canadá participou dos Jogos Olímpicos de Verão de 1936 em Berlim, na Alemanha.